# Eclosión asistida
NOTA DE EDICIÓN: CREADO 
- 11:44 31 may 2009 UPO 0809 vfblarod (Universidad Pablo Olavide)
- 21:35 22 may 2010 UPO666 0910 fjromrod
- 17:41 13 jun 2011 UPO666 1011 ygarcaz
- 15:56 27 may 2012 UPO666 1112 salode

La eclosión asistida (AHA o AH "Assisted Hatching" por sus siglas en inglés) es una técnica especializada de micromanipulación, de embriones obtenidos mediante fertilización in vitro (IVF en inglés). Esta técnica se emplea desde finales de los años ochenta y consiste en realizar un orificio en la zona pelúcida del embrión para favorecer la eclosión del mismo y facilitarle la implantación en el útero.

## Historia
La persona que introdujo la eclosión asistida (AH en inglés) dentro de las técnicas de reproducción asistida fue el embriólogo Jack Cohen debido a una serie de observaciones experimentales que pusieron en evidencia su gran utilidad clínica:
- La primera de ellas fue el hecho de que embriones fertilizados artificialmente mediante un agujero en su zona pelúcida tenían unas mayores tasas de implantación.
- El segundo fue la observación de que aquellos embriones con un mejor pronóstico de implantación eran los que tenían una zona pelúcida de menor grosor.
- Por último, diversos estudios estadísticos mostraron que una de las principales causas que evitaban la implantación era la imposibilidad por parte del cigoto de romper su zona pelúcida.

Esta técnica suele llevarse a cabo a partir del día 3 de desarrollo embrionario, una vez que la adherencia entre los blastómeros ha aumentado. Existen varias formas de micromanipulación, así como diferentes protocolos en cuanto a duración y ordenación de la manipulación se refiere, todos ellos enfocados a minimizar el tiempo que el embrión permanece fuera del incubador para que las variaciones de pH y temperatura (las cuales van en detrimento del desarrollo adecuado del embrión) sean lo más pequeñas posible.

## Métodos de eclosión asistida
El primer procedimiento de eclosión asistida que se puso en práctica fue la incisión mecánica de la zona pelúcida. Después de él, han surgido numerosas variantes como la perforación química con medio ácido, adelgazamiento químico de la zona y, más recientemente, la llamada tecnología "piezo".

Tanto la manipulación mecánica como química requieren una gran habilidad técnica para producir unos micro-agujeros controlados, uniformes y estandarizados.

### Técnica

#### Método mecánico
Se realiza en una gota de 20 microlitros de medio con HEPES. Mientras que el embrión es sujetado por una pipeta de sujeción, éste se pincha tangencialmente con una pipeta de PZD de tal forma que se atraviese el espacio comprendido entre la zona pelúcida y los blastómeros hasta que vuelve a salirse por la zona pelúcida. A continuación, el embrión se libera de la sujeción de la micro-pipeta holding. Con al ayuda de la pipeta de PZD que tiene atravesada tangencialmente al embrión, se frota el embrión contra la pipeta holding para que se vaya disgregando la zona pelúcida. Finalmente, la micro-aguja es retirada, quedando abierto un pequeño orificio en forma de ojal cerrado (de unos 50 micrómetros) que permite la salida del embrión tras la eclosión o la entrada de micropipetas para eliminar los fragmentos. Este método se conoce como PZD, de sus siglas en inglés "partial zona dissection" y fue llevado a cabo por primera vez por J. Cohen. 
El mecanismo PZD es rápido de llevar a cabo, pero suele producir agujeros de diferentes tamaños, muchos de los cuales no son óptimos. Un refinamiento de esta técnica consiste en una segunda punción realizada de la misma manera que la primera pero perpendicular a ésta, de forma que se obtiene un agujero en forma de cruz. Esto se conoce como PZD tridimensional.
Otra variante consiste en la reducción del grosor de la zona mediante su limado por una micro-aguja. El hecho de no hacer ningún orificio minimiza el riesgo de pérdida de blastómeros o la introducción de microorganismos o células del sistema inmune. Sin embargo, hay que tener más cuidado cuando ésta se ponga en práctica a la hora de hacer más de una transferencia para evitar embarazos múltiples.
- Ventajas: embrión más protegido (efecto ojal), método más natural, económico.
- Desventajas: difícil de aprender, laborioso.

#### Método químico
El embrión es estabilizado con una micropipeta de sujeción mientras que con una segunda pipeta se vierte de forma suave una solución de ácido Tyrode próxima a su periferia. La zona pelúcida es degradada por esta solución hasta que se abre un agujero, momento en que hay que retirar al embrión de la zona o bien volver a succionar con la micro-pipeta para evitar la entrada del ácido al espacio perivitelino y que éste dañe a las blastómeras. Con este fin, es muy importante la correcta orientación del embrión a la hora de sujetarlo: la zona expuesta al ácido no debe tener debajo ninguna blastómera, sino espacio perivitelino vacío.
Esta técnica requiere una manipulación muy rápida y precisa con el fin de evitar la exposición innecesaria del embrión al pH ácido y la consiguiente pérdida de viabilidad. 
- Ventajas: económico, extremos suaves.
- Desventajas: se expone al embrión a una solución ácida, abertura permanente, variabilidad según lotes/personal

#### Método físico
Consiste en utilizar la energía de un láser para abrir un ojal en la zona pelúcida. Fue descrita por primera vez en 1991 por los científicos Tadir y Palankar. Por sus características, el láser es una herramienta ideal para procedimientos microquirúgicos, ya que permite la focalización de la energía de manera sencilla y precisa sobre el área objetivo. En su aplicación inicial, había dos formas de uso: contacto directo o sin contacto.
- En el contacto directo, el haz del láser era dirigido a través de una fibra óptica en contacto con la zona pelúcida del embrión. La radiación empleada tenía una longitud de onda correspondiente a la zona del ultravioleta. Sin embargo, pronto dejó de emplearse debido a las ventajas del método sin contacto y al potencial mutagénico de la radiación ultravioleta.
- El modo sin contacto se lleva a cabo mediante un láser de diodo infrarrojo de 1480nm cuyo haz es proyectado de forma tangencial al embrión mediante un sistema de lentes ópticas. La apertura en la zona pelúcida se produce por la desnaturalización de las proteínas que la conforman ocasionada por el incremento de la temperatura del agua al ser calentada por el láser. Una reciente modificación de este método radica en utilizar el láser para reducir el grosor de la zona pelúcida, sin llegar a abrir un agujero. A 2,5 ms, se necesitan 3 o 5 disparos para hacer el orificio.
- Ventajas: muy rápido, reproducible
- Desventajas: muy caro, extremos rígidos, se expone al embrión, abertura permanente y de gran tamaño

#### Tecnología piezo
Se trata de la forma más reciente de eclosión asistida. Mediante este método se sujeta el embrión con una micro-pipeta a la vez que se ve sometido a una serie de movimientos vibratorios generados por un pulso piezo-eléctrico con los cuales se abre una pequeña abertura cónica en la zona pelúcida.

### Eclosión total
Se ha utilizado también clínicamente la eclosión total del embrión. Para ello se sumerge el embrión en un medio Tyrode o con pronasa.
Sólo es posible en el estadía de blastocisto, puesto que antes disgregaría al embrión en blastómeras aisladas.
Sin embargo, se trata de una técnica muy poco habitual en el laboratorio.

## Indicaciones
A pesar de inicialmente se esperaba que la eclosión asistida fuese una técnica universalmente favorable, los beneficios de esta técnica en cuanto a aumento de la tasa de implantación del embrión son bastante controvertidos. Hasta la fecha, no hay pruebas científicas suficientes para recomendar la eclosión asistida de forma rutinaria en todos las situaciones. Los últimos datos disponibles parecen indicar que esta técnica sería especialmente recomendable para mujeres que se han sometido a varios ciclos infructuosos de FIV (fecundación in vitro) o ICSI (inyección intracitoplasmática de espermatozoides) y/o mayores de 37 años, habiéndose observado un incremento en la probabilidad de conseguir un embarazo en estos grupos. También se recomienda cuando la zona pelúcida del embrión es anómala, muy gruesa y dividida, cuando se usan embriones descongelados y cuando existe un posible fallo de implantación. No obstante, es necesario el llevar a cabo una mayor investigación en este campo con el fin de obtener resultados más concluyentes.
A pesar de que no existen actualmente suficientes estudios prospectivos randomizados que permitan concluir el beneficio de esta técnica es empleada porque es la única técnica disponible a día de hoy para poder mejorar la calidad embrionaria.

## Retirada de fragmentos
Otra técnica empleada en reproducción asistida y que es aún más contravertida que la eclosión asistida es la retirada de fragmentos tras la eclosión asistida.
Está indicada cuando existe una elevada fragmentación en los embriones elegidos para ser transferidos: >15% de fragmentación, y cuando existen células lisadas tras la descongelación de un embrión que se encontraba criopreservado.

## Otras técnicas de micromanipulación

### Trasplante nuclear
En una mujer con un problema de desarrollo ovocitario, una vez que se ha fecundado su óvulo y han aparecido los pronúcleos, se pueden transferir los pronúcleos a un óvulo donante, que aportará la maquinaria necesaria para el desarrollo del embrión. 
Aquí está el problema del ADN mitocondrial, la genética cromosómica sería de los padres, pero el ADN mitocondrial sería el de la donante, ya que las mitocondrias solo se heredan del ovocito no del espermatozoide.

### Transferencia de spindle
El ovocito no solo aporta el material genético, sino también la maquinaria de división y síntesis, por este motivo, puede darse embarazo con semen de baja calidad cuando el óvulo es bueno, y no se da lo contrario. 
Antes de la fecundación, se puede transferir el spindle o huso materno de la paciente al ovocito de una donante y este sería el que se fecundara. En este caso, también encontraríamos la cuestión de que el ADN mitocondrial es de la donante.

### Edición génica
La edición génica sería el siguiente paso para curar y modificar los embriones, pero esto no es legal. La técnica empleada podría ser CRISPR/Cas. 

También se podrían usar las técnicas novedosas propuestas por la Inteligencia Artificial (IA) para completar y perfeccionar esta técnicas.[cita requerida]